# Evangelische Kirche Heimsen

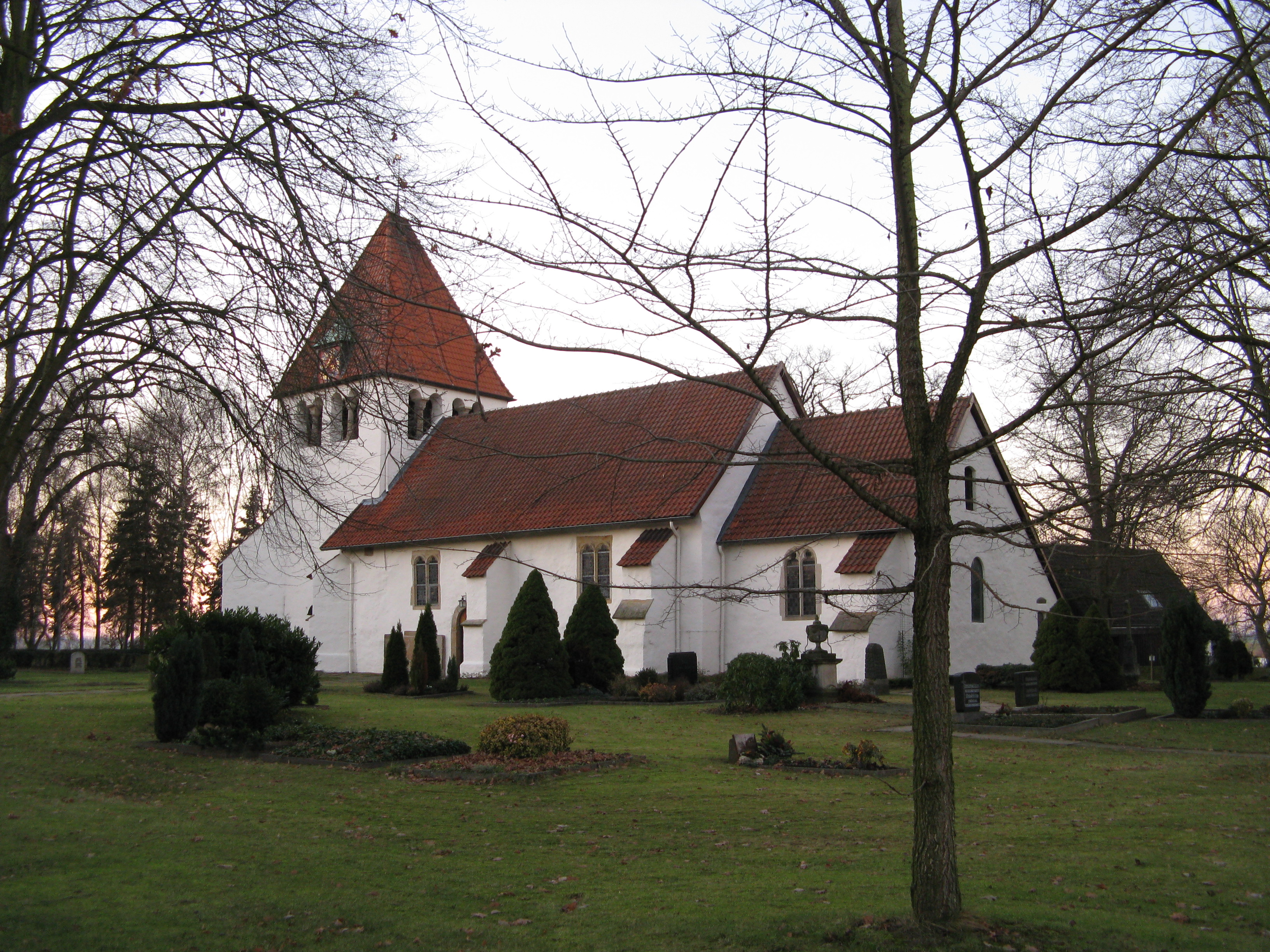
Evangelische Kirche Heimsen

Die Evangelische Kirche Heimsen liegt im gleichnamigen Ortsteil im ostwestfälischen Petershagen, Kreis Minden-Lübbecke. Kirche und Gemeinde gehören zum Kirchenkreis Minden der Evangelischen Kirche von Westfalen. Sie zählt zu den „Weserkirchen“.

## Architektur

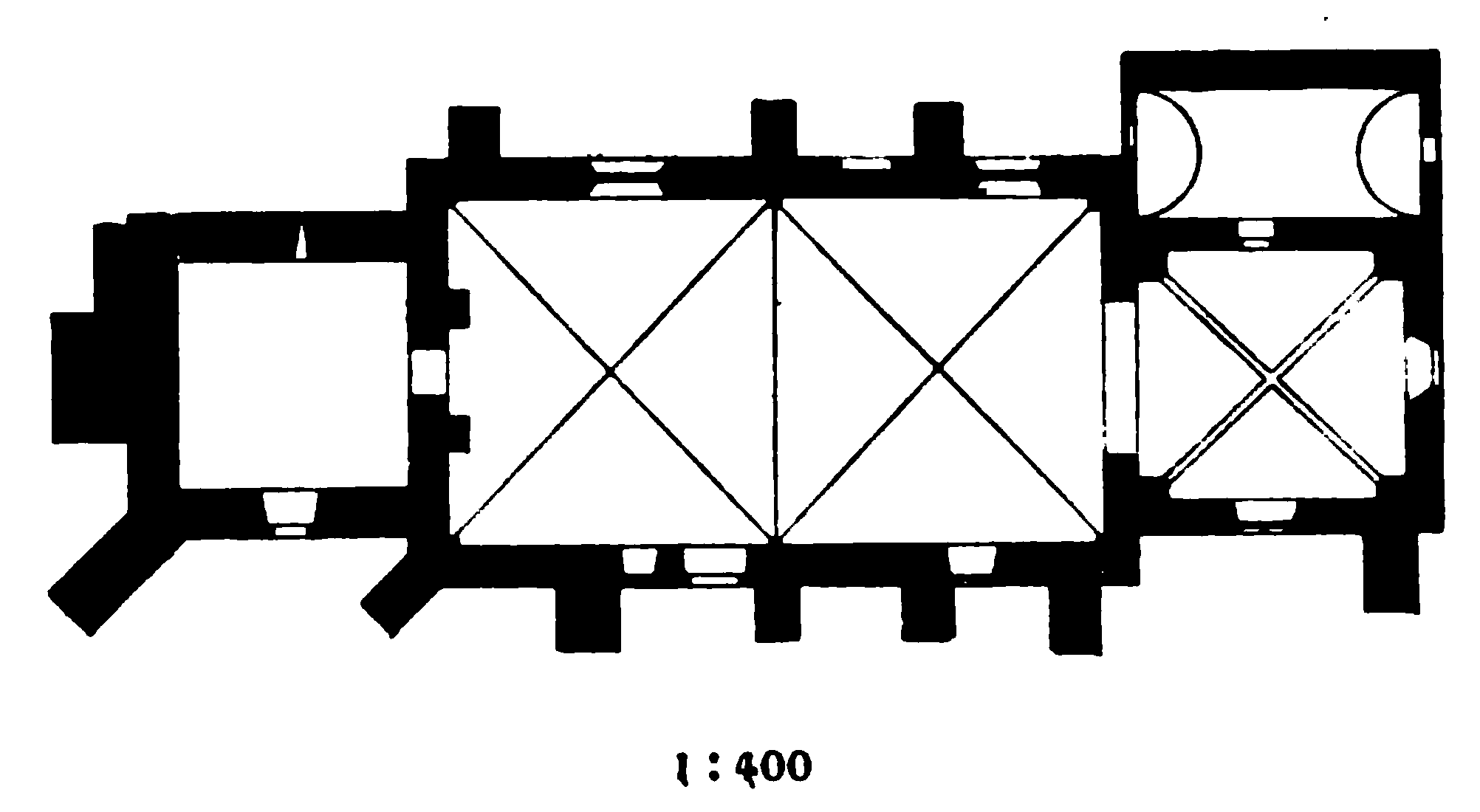
Grundriss

Die in der ersten Hälfte des 12. Jahrhunderts erbaute Kirche stellt eine ursprünglich flachgedeckte romanische Saalkirche mit quadratischem Chorjoch und vorgesetztem Westturm mit gekuppelten Schallarkaden über Säulen mit Würfelkapitellen dar. Das Südportal enthält ein Tympanonrelief mit einem Kreuz auf Halbkreis und Palmetten. Um 1500 erhielt der Kirchenraum ein zweijochiges Kreuzrippengewölbe, zu dessen Abstützung massive Strebepfeiler angefügt wurden. Gleichzeitig erhielt der Kirchenraum eine neue Befensterung mit zweibahnigen Maßwerken.

## Ausstattung
Die spätgotische Rankenbemalung des Kirchenraums wurde in den Jahren 1953 bis 1957 freigelegt, desgleichen das Wandbild der Madonna im Strahlenkranz. Aus nachreformatorischer Zeit stammt der 1611 datierte Taufstein sowie die Kanzel von 1698.

### Orgel

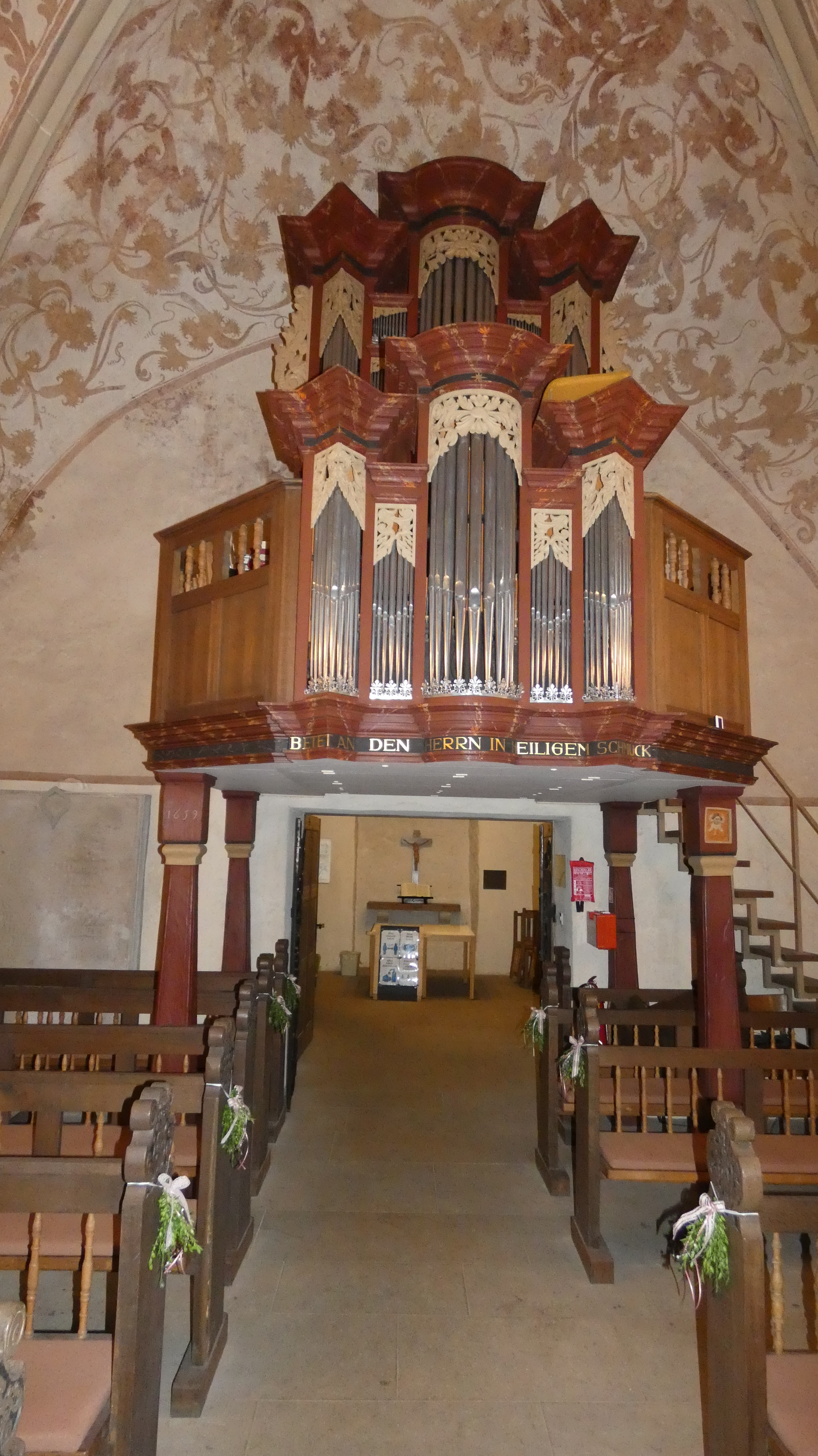
Orgel

1930 erbaute Friedrich Klassmeier in Lemgo eine Orgel in der Kirche. Diese wurde 1973 von Emil Hammer Orgelbau durch ein historisches Instrument des Bergmanns Mühlhan aus Clausthal ersetzt, das 1848 für Hohenbüchen geliefert, dort aber zwischenzeitlich abgebaut worden war. Zugleich wurde die Orgel unter Verwendung einzelner Register um ein Rückpositiv erweitert. Das Werk besitzt die folgende Disposition:
| I Hauptwerk C–g3 |             |       |
| 1.               | Holzgedackt | 8′    |
| 2.               | Rohrflöte   | 4′    |
| 3.               | Prinzipal   | 2′    |
| 4.               | Nasat       | 1 ⁄3′ |
| 5.               | Krummhorn   | 8′    |
|                  | Tremulant   |       |

| II Rückpositiv C–g3 |                 |    |
| 06.                 | Spillpfeife     | 8′ |
| 07.                 | Prinzipal       | 4′ |
| 08.                 | Blockflöte      | 2′ |
| 09.                 | Sesquialtera II |    |
| 10.                 | Sifflöte        | 1′ |
| 11.                 | Mixtur III      |    |
|                     |                 |    |

| Pedal C–f1 |           |     |
| 12.        | Subbass   | 16′ |
| 13.        | Gedackt   | 08′ |
| 14.        | Hohlflöte | 04′ |

- Koppeln: II/I, I/P, II/P

### Glocken
Von den drei Glocken im Turm stammt die mittlere noch aus der Barockzeit (1751), die anderen beiden Glocken wurden 1952 gegossen.